# Quantitative Easing for the People
Quantitative Easing for the People oder People’s Quantitative Easing – PQE (deutsch: Quantitative Lockerung für die Menschen) ist das politische Programm, das Jeremy Corbyn 2015 während des Wettstreits um die Führung der Labour Party verkündete. Die Bank of England sollte zusätzliche Geldschöpfung betreiben, um Staatsausgaben zu finanzieren. Dieses Programm zog große mediale Aufmerksamkeit auf sich, einige Kritiker nannten es ökonomischen Analphabetismus, während andere das Programm verteidigten.
Der Name des Programms nimmt Bezug auf quantitative Lockerung (englisch: quantitative easing), also den Ankauf von Staatsanleihen, die als monetäre Staatsfinanzierung kritisiert wird.

## Zielsetzung
Nach Corbyns Vorschlag soll die Bank of England die Geldmenge erhöhen, damit Investitionen in Wohnungsbau und öffentlichen Transport finanziert werden können. Dieses Konzept bezeichnete Corbyn als „People’s Quantitative Easing“, als Quantitative Lockerung für die Menschen. Mit Hilfe dieser Finanzierung könne sich Großbritanniens Wirtschaft modernisieren. Außerdem könnten mehr Sozialwohnungen errichtet werden, um die gestiegenen Wohnkosten abzusenken. Zu diesem Zweck würde die Zentralbank Anleihen für eine staatliche „Nationale Investment-Bank“ aufkaufen, um dieser Bank die nötigen Geldmittel zu verschaffen.
Das wirtschaftspolitische Konzept Corbyns geht teilweise auf die Theorien des Ökonomen Richard Murphy zurück. Murphy schlägt diese Politik der Finanzierung für das Jahr 2020 vor, falls in der Zwischenzeit die Ökonomie weiter mit niedriger Inflation, niedrigem Zins, hoher Arbeitslosigkeit und niedrigen Löhnen stagniert, obwohl die konventionelle Politik des quantitative easing durchgesetzt wurde. Falls sich die Wirtschaft bis 2020 jedoch stark erholt, würde das neue Instrument des PQE nicht gebraucht, da dann steigende Steuereinnahmen die notwendigen Geldmittel für Investitionen zur Verfügung stellen würden.
Der Professor für Volkswirtschaftslehre Simon Wren-Lewis erklärt den Unterschied zwischen PQE und dem oft für gleichbedeutend betrachteten Helikoptergeld damit, dass die Zentralbanken das neu geschaffene Geld bei PQE nicht direkt an die Bürger auszahlen, sondern den Staatshaushalt oder von der Regierung  veranlasste Investitionen finanziert. PQE betrifft demnach die Unabhängigkeit der Zentralbanken von wirtschaftspolitischen Entscheidungen.

## Rezeption und Kritik
Das Konzept wurde von anderen Kandidaten für die Parteiführung wegen angeblichem ökonomischem „Analphabetismus“ kritisiert, es wurde als Risiko für Investitionen in das Vereinigte Königreich betrachtet. Außerdem widerspreche es Artikel 123 des Lissabonner Vertrags, der den Zentralbanken monetäre Staatsfinanzierung verbietet. Ein Rechtsstreit beim Europäischen Gerichtshof sei absehbar. The Daily Telegraph schrieb, dass „quantitative easing“ Inflation verursachen könne, gegenwärtig kontrolliere die Zentralbank das von ihr geschaffene Geld und könne quantitative easing auch „abschalten“ und rückgängig machen. Bei einem Transfer des Geldes zu einer nationalen Investment Bank sei dies nicht möglich.
Am 3. August 2015 kritisierte der „Schattenkanzler“ der Labour Party, Chris Leslie, den Vorschlag, da die Umsetzung eine höhere Inflationsrate und höhere Zinsen hervorrufen könne.
Der Ökonom Robert Skidelsky legte jedoch eine wissenschaftliche Expertise zu Corbyns Programm vor, PQE über eine nationale Investmentbank zu organisieren. Der Guardian und die Financial Times veröffentlichten ergänzende Analysen zum Projekt Corbyns. Der Guardian veröffentlichte außerdem einen kritischen Aufsatz des Ökonomen Tony Yates. Yates befürchtet, das Programm könnte zu verantwortungslosem Regierungshandeln führen, indem „Lieblingsprojekte“ einer Regierung finanziert würden. Regierungen könnten ermutigt werden, Geld zu drucken, um scheinbare Wirtschaftserfolge vor der nächsten Wahl zu finanzieren, die dann nach der Wiederwahl durch Austeritätsprogramme abgelöst würden. Dies könne die Inflation anheizen. Yates äußerte außerdem die Sorge, dass hohe Inflation und die Ungewissheit über die wirtschaftliche Entwicklung den armen Teil der Bevölkerung am härtesten treffen würde. Die Zeitung The Independent veröffentlichte einen Kommentar, der vom Nutzen einer begrenzten Umsetzung von PQE ausgeht. Beschäftigung und Inflation würden gefördert, der Schuldenberg, der seit der Finanzkrise von 2007–08 angehäuft wurde, könne so reduziert werden.
The Daily Telegraph stellte in einer Reportage dar, dass der führende Ökonom der HSBC-Bank, Stephen King, und Standard Lifes führender Volkswirt, Jeremy Lawson, QEP unterstützen, falls die Wirtschaft trotz der Anwendung der konventionellen Politik des QE weiter in eine Depression abrutschen würde.
Im August 2015 stellte Corbyn dar, dass er prinzipielle Unterstützung für seine Wirtschaftspolitik von Paul Krugman and Joseph Stiglitz erhalten habe.
Nach der Bildung des Economic Advisory Committee im September 2015 behauptete BBC News, die Zusammensetzung der Beratergruppe, zu der Simon Wren-Lewis und Joseph E. Stiglitz gehörten, zeige, dass das Konzept wahrscheinlich aufgegeben worden sei. Diese Experten würden zwar höhere Infrastruktur-Investitionen in Niedrigzinsphasen befürworten, aber nicht die Extremform der Geldpolitik unterstützen, weil damit das Inflationsschutz-Image der Bank of England zerstört würde. Das Konzept würde dann auf Dauer zum „Schlechtwetter“-Werkzeug für die nächste Notlage der Wirtschaft.
Im Februar 2016 äußerte Ray Dalio, der Gründer des weltgrößten Hedgefonds Bridgewater Associates, wenn QE an Wirkung nachlasse, müssten weitere geld- und fiskalpolitische Maßnahmen ergriffen werden, einschließlich Helikoptergeld oder monetärer Staatsfinanzierung wie bei der QEP.